# Yusuf I
Abū l-Ḥajjāj Yūsuf I (in arabo المؤيد بالله أبو الحجاج يوسف الأول‎?), conosciuto anche con il suo titolo onorifico al-Muʾayyad bi-llāh (ovvero "Colui che è aiutato da Allah") (Granada, 29 giugno 1318 – Granada, 19 ottobre 1354) è stato il settimo sultano della dinastia dei Nasridi del Sultanato di Granada.
Terzogenito del sultano Ismaʿil I, succedette nel 1333 al fratello Muhammad IV che era stato assassinato, e regnò fino al 1354.
Salito al trono all'età di quindici anni, era ancora ritenuto incapace di governare e, pertanto, gli furono concessi soltanto poteri limitati dai suoi ministri e dalla sua influente nonna Fatima. Nel febbraio del 1334, i suoi rappresentanti assicurarono un trattato di pace dalla durata quadriennale con gli Stati vicini di Granada; l'Aragona aderì a tale intesa a maggio. Dopo aver acquisito un maggiore controllo del governo, nel 1338 o 1340 espulse la famiglia dei Banu Abi al-Ula, responsabile dell'omicidio di suo fratello e precedentemente al comando dei Volontari della Fede, ovvero dei guerrieri nordafricani di religione musulmana al servizio di Grenada. Quando scadde la validità del trattato, si alleò con Abu al-Hasan Ali, sultano dei Merinidi, contro Alfonso XI di Castiglia. Dopo aver conseguito un'importante vittoria navale nell'aprile 1340, l'alleanza merinide-granadina implose in occasione della disfatta riportata il 30 ottobre nella battaglia del rio Salado. In seguito, Yusuf non fu in grado di impedire alla Castiglia di conquistare diversi avamposti e città di Granada, tra cui Alcalá de Benzaide, Locubín, Priego e Benamejí. Nel 1342-1344, Alfonso XI assediò il porto strategico di Algeciras e Yusuf guidò le sue truppe compiendo degli attacchi diversivi nel territorio castigliano. In seguito ingaggiò battaglia con l'esercito assediante, ma la città cadde nel marzo 1344 e a tale evento seguì la stipula di un accordo di pace decennale con la Castiglia.
Nel 1349, Alfonso XI infranse il trattato e invase nuovamente il territorio musulmano, eseguendo il quinto storico assedio di Gibilterra. Yusuf si preoccupò di fornire i rifornimenti del porto assediato e guidò dei contrattacchi in Castiglia. L'assedio fu revocato quando Alfonso XI morì di peste nel marzo 1350. In segno di rispetto, Yusuf ordinò ai suoi comandanti di non attaccare l'esercito castigliano mentre si ritiravano dai territori di Granada, portando con sé le spoglie del loro re. Il sultano firmò dunque un trattato con il figlio e successore di Alfonso, Pietro I, inviando anche le sue truppe per reprimere una ribellione interna contro il re castigliano, come sancito dal testo del trattato. I suoi rapporti con i Merinidi si deteriorarono quando fornì rifugio ai fratelli ribelli del sultano Abu Inan Faris. Il 19 ottobre 1354 fu assassinato da un uomo affetto da disturbi mentali mentre pregava nella Grande Moschea di Granada.
Malgrado le perdite militari e territoriali subìte durante il suo sultanato, Granada fiorì al contempo nel campo della letteratura, dell'architettura, della medicina e del diritto. Tra gli altri nuovi edifici fatti realizzare, Yusuf supervisionò le operazioni di costruzione della Madrasa Yusufiyya all'interno della città di Granada, così come della Torre della Giustizia e di varie aggiunte al Patio dei mirti dell'Alhambra. Importanti figure culturali prestarono servizio alla sua corte, tra cui l'hajib Abu Nu'aym Ridwan, così come il poeta Ibn al-Jayyab e l'erudito ed eclettico Ibn al-Khatib, che prestò anche i propri servigi in qualità di suo visir. Gli storici moderni considerano la sua parentesi al potere, così come quello di suo figlio Muhammad V, come il momento storico più florido mai vissuto dal sultanato.

## Contesto storico

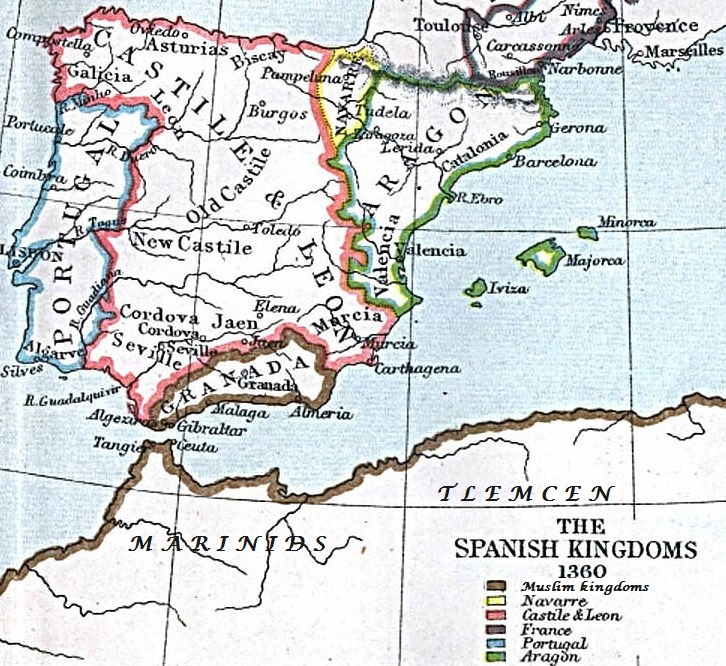
Il Sultanato di Granada e i regni circostanti nel 1360

Fondato da Muhammad I nel 1230, il Sultanato di Granada fu l'ultimo Stato musulmano esistito nella penisola iberica. Con una serie di manovre diplomatiche e militari, esso riuscì a preservare la sua indipendenza, nonostante si sviluppasse a ridosso di due vicini più grandi: il Regno di Castiglia cristiano a nord e il Sultanato merinide musulmano in Marocco. Granada strinse occasionalmente delle alleanze o entrò in guerra con l'una o con l'altra potenza, spronandole altresì a combattere tra di loro, al fine di evitare di finire sotto l'egemonia di una delle due. Di tanto in tanto, i sultani di Granada giurarono obbedienza e resero tributo ai re di Castiglia, versando peraltro somme particolarmente elevate. Nell'ottica della Castiglia, Granada era a tutti gli effetti un suo vassallo, mentre le fonti musulmane non descrivono mai un rapporto di sudditanza simile; si pensi inoltre che alcuni sultani, tra cui Muhammad I, giurarono in alcune occasioni la propria fedeltà ad altri sovrani musulmani.
Il predecessore di Yusuf, Muhammad IV, chiese assistenza al Sultanato merinide per contrastare la minaccia di un'alleanza di Castiglia e del potente comandante granadino Uthman ibn Abi al-Ula, che sosteneva un pretendente al trono in una guerra civile. In cambio dell'alleanza merinide, dovette cedere Ronda, Marbella e Algeciras. Successivamente, le forze granadino-merinide espugnarono Gibilterra nell'assedio del febbraio-giugno 1333 e respinsero un tentativo castigliano di riprenderla di subito successivo (assedio del giugno-agosto 1333), prima di firmare un trattato di pace con Alfonso XI di Castiglia e Abu al-Hasan Ali dei Merinidi il giorno prima dell'assassinio di Muhammad IV. Malgrado l'omicidio di Muhammad IV fosse stato commesso da uno schiavo di nome Zayyan, i mandanti furono due suoi comandanti militari, Abu Thabit e Ibrahim. Erano i figli di Uthman ibn Abi al-Ula, che morì nel 1330, e i discendenti di quella famiglia ricoprivano il ruolo di comandanti dei Volontari della Fede, dei guerrieri nordafricani che combattevano nella penisola iberica al servizio di Granada. Secondo Ibn Khaldun, i due fratelli decisero di uccidere Yusuf a causa della sua vicinanza al sultano merinide Abu al-Hasan, loro nemico politico, mentre secondo le cronache castigliane fu per il modo amichevole con cui trattò Alfonso XI alla conclusione dell'assedio.
Come conseguenza delle cessioni di Muhammad ai Merinidi e della presa di Gibilterra, la dinastia marocchina disponeva di guarnigioni e territori considerevoli in terre tradizionalmente granadine in Al-Andalus (la porzione controllata dai musulmani della penisola iberica). Il loro controllo su Algeciras e Gibilterra, due porti dello stretto omonimo, gli garantiva la possibilità di muovere facilmente le truppe tra il Nord Africa e la penisola iberica. Chi sperava di ottenere la supremazia su questi avamposti e sulle acque circostanti era Alfonso XI, che voleva arrestare l'ingerenza nordafricano nella penisola.

## Biografia

### Primi anni

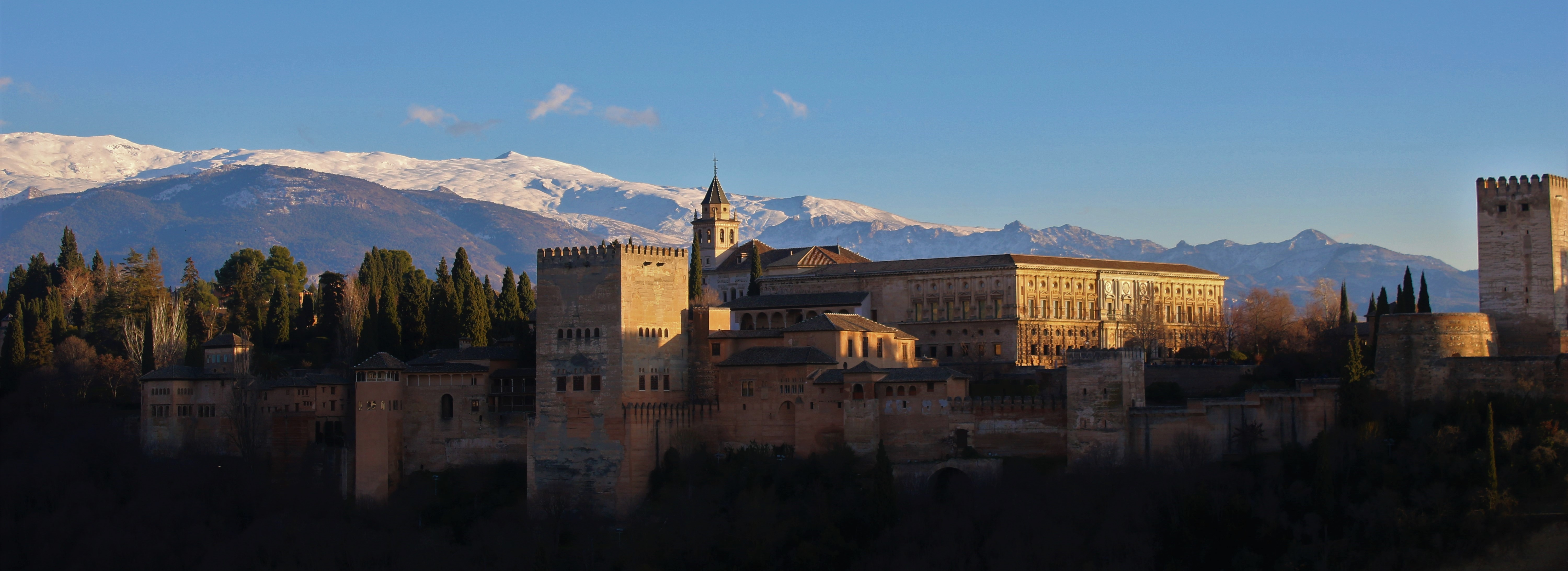
Yusuf nacque nel 1318 nel palazzo dell'Alhambra, a Granada

Abu al-Hajjaj Yusuf ibn Ismail nacque il 29 giugno 1318 (28 Rabi al-Thani 718 AH) nell'Alhambra, il complesso fortificato del palazzo reale della dinastia dei Nasridi del Sultanato di Granada. Era il terzogenito del sultano regnante, Ismaʿil I, e fratello minore del futuro sovrano Muhammad IV. Ismaʿil aveva quattro figli e due figlie, mentre Yusuf era l'unico figlio di Bahar, sua madre. Quest'ultima era una umm al-walad (concubina libera) originaria delle terre cristiane, descritta come «nobile nelle buone azioni, casta e giusta» dal visir di Yusuf, lo storico Ibn al-Khatib. Quando Ismaʿil fu assassinato il 25 agosto 1333, mentre era in viaggio di ritorno a Granada dopo aver respinto l'assedio castigliano di Gibilterra del giugno-agosto 1333 assieme ai Merinidi del Marocco.
Ibn al-Khatib descrive il giovane Yusuf come «dalla pelle bianca, forte per costituzione, di bell'aspetto e con un carattere ancora più raffinato», con dei grandi occhi, capelli scuri e lisci e una folta barba. Scrive inoltre che Yusuf amava «vestirsi in maniera elegante», si interessava all'arte e all'architettura, era un «collezionista d'armi» e «aveva una certa abilità manuale». Prima della sua ascesa al trono, Yusuf viveva a casa di sua madre.

### Ascesa al potere
La dinastia nasride di Granada non adottava una regola consuetudinaria fissa per la successione e le fonti non chiariscono come mai Yusuf fu scelto al posto del secondo figlio di Ismaʿil, Faraj, che aveva un anno in più. Si conoscono diversi resoconti relativi a dove Yusuf fu proclamato e a chi lo selezionò. Secondo gli storici Leonard P. Harvey e Brian Catlos, che si sono concentrati perlopiù su quanto riferito dalle cronache castigliane, l'hajib (ciambellano) Abu Nu'aym Ridwan, il quale era presente all'assassinio di Muhammad IV, si recò rapidamente alla capitale Granada arrivandoci in giornata e, dopo essersi consultato con Fatima bint al-Ahmar (madre di Ismaʿil e nonna di Muhammad e di Yusuf), organizzò i preparativi per proclamare Yusuf quale nuovo sultano. La cerimonia ebbe luogo il giorno successivo, in data 26 agosto (14 Dhu al-Hijja 733 AH). Un altro storico moderno, Francisco Vidal Castro, ha affermato che la dichiarazione e il giuramento di fedeltà (bayʿa) ebbero luogo nell'accampamento musulmano vicino a Gibilterra anziché nella capitale, e che a proclamarlo furono i mandanti dell'assassinio, i fratelli Banu Abi al-Ula.
Salito al trono all'età di quindici anni, Yusuf fu inizialmente ritenuto troppo giovane per regnare e, stando a Ibn al-Khatib, la sua autorità venne limitata soltanto a «scegliere il cibo da mangiare sulla sua tavola». Sua nonna, Fatima, e l'hajib Ridwan divennero i suoi tutori ed esercitarono alcuni poteri di governo, insieme ad altri ministri. Alla sua ascesa assunse il laqab (nome onorifico o regale) di al-Mu'ayyad billah ("Colui che è aiutato da Dio"). Il fondatore della dinastia, Muhammad I, aveva adottato come laqab (al-Ghalib billah, "Vincitore per grazia di Dio") ma i sultani di epoca successiva vissuti prima di Yusuf non adottarono questa pratica. I suoi successori, invece, seguirono la scelta compiuta da Yusuf. Come testinoniato dalle cronache castigliane, Yusuf domandò immediatamente la protezione di Abu al-Hasan, alleato del suo defunto fratello.

### Sultanato

#### Un lustro di pace

Il Sultanato di Granada con le principali città

La pace che Muhammad IV assicurò dopo l'assedio di Gibilterra veniva, secondo le convenzioni dell'epoca, annullata dalla sua morte, motivo per cui i rappresentanti di Yusuf dovettero incontrare di nuovo quelli di Alfonso XI e Abu al-Hasan Ali. Le controparti firmarono un nuovo trattato della durata di quattro anni a Fès, la capitale del Sultanato merinide, il 26 febbraio 1334. Allo stesso modo dei trattati precedenti, autorizzava il libero scambio tra i tre regni, ma, insolitamente, non includeva il pagamento dei tributi da Granada alla Castiglia. Le navi merinidi potevano accedere ai porti castigliani e il sultano merinide Abu al-Hasan promise di non aumentare il numero delle sue guarnigioni dispiegate nella penisola iberica, ma avrebbe comunque potuto ricambiarle con uomini freschi o trasferiti da altre aree. Quest'ultima condizione rappresentava un termine favorevole non solo per la Castiglia ma anche per Granada, che temeva le potenziali mire espansionistiche marocchine nella penisola. Alfonso IV d'Aragona (r. 1327-1336) accettò di aderire al trattato nel maggio 1334 e firmò un proprio accordo con Yusuf il 3 giugno 1335. Dopo la morte di Alfonso IV nel gennaio 1336, suo figlio Pietro IV (r. 1336-1387) rinnovò la validità dell'intesa bilaterale granadino-aragonese per un lustro, inaugurando un periodo di pace tra Granada e tutti i suoi vicini.
Con il trattato in vigore, i monarchi concentrarono le rispettive attenzioni altrove: Alfonso XI represse i suoi nobili ribelli, mentre Abu al-Hasan dichiarò guerra al regno di Tlemcen, in Nord Africa. Durante questi anni, Yusuf agì contro la famiglia Banu Abi al-Ula, responsabile dell'assassinio di Muhammad IV. Nel settembre 1340 (o 1338), Abu Thabit ibn Uthman fu rimosso dal suo incarico di generale dei Volontari della Fede e rimpiazzato da Yahya ibn Umar della famiglia dei Banu Rahhu. Abu Thabit fu espulso insieme ai suoi tre fratelli e all'intera famiglia nel regno hafside di Tunisi. Harvey ha sostenuto che «considerato il genere di vendette comuni a quell'epoca [...] si trattava di una punizione abbastanza generosa», probabilmente perché Yusuf non voleva creare inutili tensioni con i guerrieri nordafricani.

#### Guerra granadino-merinide contro Castiglia

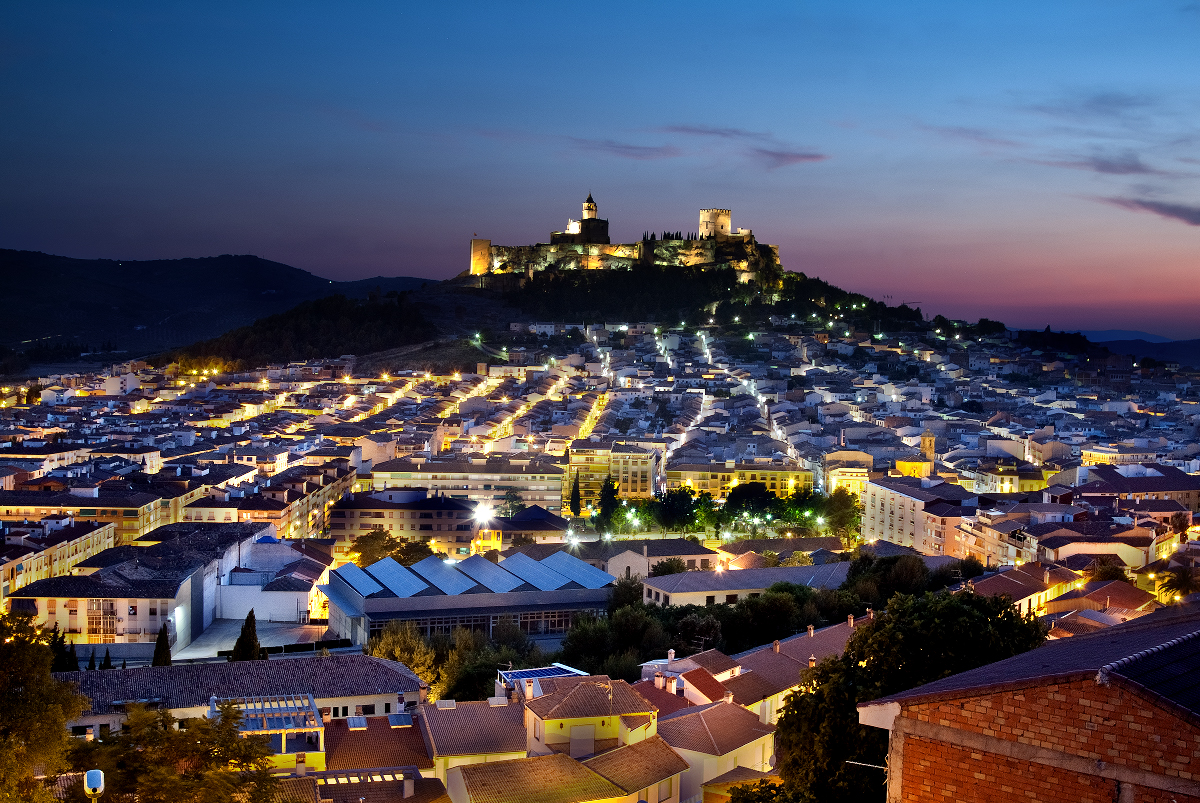
Alcalá de Benzaide, persa da Yusuf e ceduta alla Castiglia

Nella primavera del 1339, una volta scaduto il trattato, le ostilità ripresero con le incursioni dei Merinidi nella campagna castigliana. Ne seguirono scontri tra la Castiglia da un lato e i due regni musulmani dall'altro. Granada fu invasa dalle truppe castigliane guidate da Gonzalo Martínez, Gran maestro dell'Ordine di Alcántara, che saccheggiò Locubín, Alcalá de Benzaide e Priego. A sua volta, Yusuf guidò un esercito di 8 000 uomini nell'assedio di Siles, ma fu costretto a rinunciare all'attacco e a ritirarsi dopo aver ingaggiato le forze del Gran maestro dell'Ordine di Santiago, Alfonso Méndez de Guzmán.
Pare che la rivalità personale tra Martínez e de Guzmán costrinse il primo a disertare a favore di Yusuf, ma l'insorto fu presto catturato dalle forze castigliane, accusato di tradimento, impiccato e il suo corpo infine bruciato. Il comandante merinide sulla penisola, Abd al-Malik Abd al-Wahid, figlio di Abu al-Hasan, morì durante una battaglia con la Castiglia il 20 ottobre 1339, ma le forze merinidi continuarono a saccheggiare le frontiere castigliane finché non furono surclassate a Jerez. Allo stesso tempo, le forze nasridi riportarono dei successi militari, inclusa la conquista di Carcabuey.
Nell'autunno del 1339, la flotta aragonese guidata da Jofre Gillabert tentò di sbarcare vicino ad Algeciras, ma fu scacciata dopo la morte del loro ammiraglio. L'8 aprile 1340 si svolse una grande battaglia al largo di Algeciras tra la flotta castigliana al comando di Alfonso Jofré Tenorio e una flotta più numerosa granadino-merinide agli ordini di Muhammad al-Azafi, conclusasi con una vittoria musulmana e la morte di Tenorio. La flotta musulmana catturò 28 delle 44 galee castigliane, così come 7 caracche. Abu al-Hasan interpretò la vittoria navale come un presagio della conquista della Castiglia. Attraversò pertanto lo stretto di Gibilterra con il suo esercito, comprese le macchine d'assedio, le sue mogli e i suoi intera corte. Sbarcato ad Algeciras il 4 agosto, fu raggiunto da Yusuf e aggredì Tarifa, un porto castigliano sullo stretto, il 23 settembre.
Alfonso XI marciò per fornire sostegno a Tarifa, raggiunto dalle truppe portoghesi guidate dal suo alleato, il re Alfonso IV del Portogallo (r. 1325-1357). Essi giunsero a 8 km da Tarifa il 29 ottobre, e Yusuf e Abu al-Hasan si mossero per fronteggiarli. Alfonso XI poteva fare affidamento su 8 000 cavalieri, 12 000 fanti e un numero imprecisato di milizie urbane, mentre Alfonso IV disponeva di 1 000 uomini. Il computo delle forze musulmane non è chiaro: le fonti cristiane coeve sovrastimano il totale parlando di 53 000 cavalieri e 600 000 fanti, mentre nel 1956 lo storico moderno Ambrosio Huici Miranda ha stimava la presenza di 7 000 soldati granadini e di 60 000 marocchini. Pressoché ogni cavaliere cristiano vantava un'armatura molto migliore rispetto alla controparte musulmana più leggera.

##### Battaglia del rio Salado

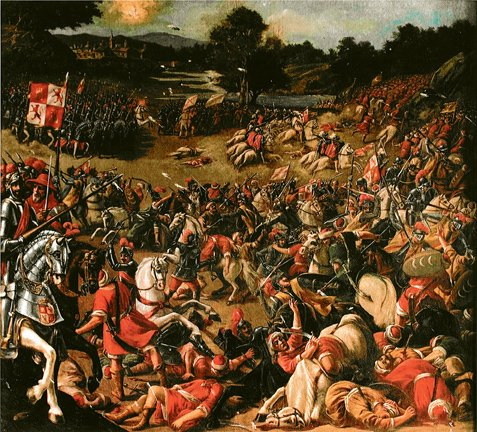
La battaglia del rio Salado, dove Yusuf e il suo alleato Abu al-Hasan furono sconfitti dalle forze della Castiglia e del Portogallo. Tela del XVII secolo

La conseguente battaglia del rio Salado (conosciuta anche come battaglia di Tarifa), avvenuta il 30 ottobre 1340, si concluse con una decisiva vittoria cristiana. Yusuf, che durante la battaglia indossava un elmo d'oro, fuggì dal luogo degli scontri a seguito di una carica compiuta dalle truppe portoghesi. Il contingente granadino inizialmente si difese e stava quasi per battere Alfonso IV con un contrattacco, ma fu sconfitto quando arrivarono i rinforzi cristiani, lasciando indietro i loro alleati merinidi. Anche questi ultimi furono sconfitti nella lotta contro i castigliani, che si trascinò dalle 9 del mattino a mezzogiorno. Harvey ha ritenuto che la chiave della vittoria cristiana, nonostante il loro svantaggio numerico, vada rintracciata nelle tattiche di cavalleria e nella qualità superiore delle armature. La strategia musulmana, la quale prediligeva il ricorso a una cavalleria leggermente corazzata e altamente mobile, si prestava bene a una battaglia aperta, ma nel campo di battaglia relativamente ristretto del rio Salado la formazione cristiana di cavalieri corazzati che attaccavano impiegando una linea di combattenti ben formata giocò un vantaggio decisivo.
All'indomani della lizza, le truppe cristiane saccheggiarono l'accampamento musulmano e massacrarono donne e bambini, inclusa la regina di Abu al-Hasan, Fatima, figlia del re Abu Bakr II di Tunisi, suscitando lo sgomento dei loro comandanti, che avrebbero preferito consegnarla in cambio del pagamento di un riscatto. Numerosi membri della dinastia reale nonché aristocratici furono catturati, incluso il figlio di Abu al-Hasan, Abu Umar Tashufin. Tra i caduti rientravano vari intellettuali e funzionari di Granada. Yusuf si ritirò nella sua capitale passando per Marbella, mentre Abu al-Hasan marciò verso Gibilterra, fece falsamente sapere in patria di aver vinto per prevenire lo scoppio di qualsiasi ribellione in sua assenza, e solcò le acque dello stretto fino a Ceuta la stessa notte.
Diversi autori musulmani attribuiscono la colpa della disfatta al sultano merinide, con Umar II di Tlemcen che scrive di aver «umiliato il capo dell'Islam e riempito di gioia gli idolatri», e Al-Maqqari che lo accusa di aver fatto sì che il suo esercito si «disperdesse come polvere al vento». A prescindere da ciò, Yusuf non venne incolpato e continuò a preservare popolarità a corte. Alfonso XI arrivò da vincitore a Siviglia e fece sfilare i prigionieri musulmani e il bottino preso dal suo esercito. Venne requisito talmente tanto oro e argento che i loro prezzi fino a Parigi e Avignone crollarono di un sesto.

#### Dopo rio Salado
Con il grosso delle forze merinidi in ritirata nel Nord Africa, Alfonso XI poté agire liberamente contro Granada. Invase dunque il sultanato nell'aprile del 1341, fingendo di aggredire Malaga. Quando Yusuf rinforzò tale porto occidentale, indirizzando molti uomini da altre città, Alfonso spedì le sue truppe verso Alcalá de Benzaide, un'importante fortezza di confine situata 50 km a nord di Granada, la cui guarnigione era stata ridotta per rafforzare Malaga. L'esercito castigliano inaugurò un assedio e devastò la campagna circostante, non soltanto prendendo cibo ma distruggendo anche le viti, circostanza la quale causò danni permanenti all'agricoltura locale senza che corrispondesse alcun vantaggio per gli aggressori. Per tutta risposta, Yusuf si spostò in una posizione ben difesa a Pinos Puente per bloccare i tentativi castigliani di razziare ulteriormente le ricche pianure di Vega de Granada che circondavano l'allora capitale del sultanato. Alfonso XI estese le incursioni in più aree per indurre Yusuf ad abbandonare la sua posizione, ma l'esercito granadino mantenne la sua posizione mentre i castigliani devastarono l'area circostante a Locubín e a Illora. Mentre l'assedio procedeva, Yusuf ricevette rinforzi dai Merinidi da Algeciras e si spostò a 10 km da Moclín. Nessuna delle due parti era disposta a rischiare un attacco frontale e Alfonso tentò senza successo di attirare in un'imboscata a Yusuf. Infondendo in loro uno strato sollievo, i difensori musulmani di Alcalá si offrirono di cedere la fortezza in cambio di un salvacondotto, accettato da Alfonso; la resa ebbe luogo il 20 agosto 1341. Yusuf offrì quindi una tregua, ma Alfonso gli chiese di rompere la sua alleanza con i Merinidi, cosa che Yusuf si rifiutò di fare causando la prosecuzione della guerra.
Contemporaneamente all'assedio di Alcalá, le truppe di Alfonso conquistarono anche la vicina Locubín. Nelle settimane successive alla caduta di Alcalá, i castigliani conquistarono Priego, Carcabuey, Matrera e Benamejí. Nel maggio del 1342, una flotta granadino-merinide intenta a navigare nello stretto di Gibilterra cadde vittima di un'imboscata da parte di navi castigliane e genovesi, con conseguente vittoria cristiana, distruzione di dodici galee e dispersione di altre navi lungo la costa granadina.

#### Assedio di Algeciras

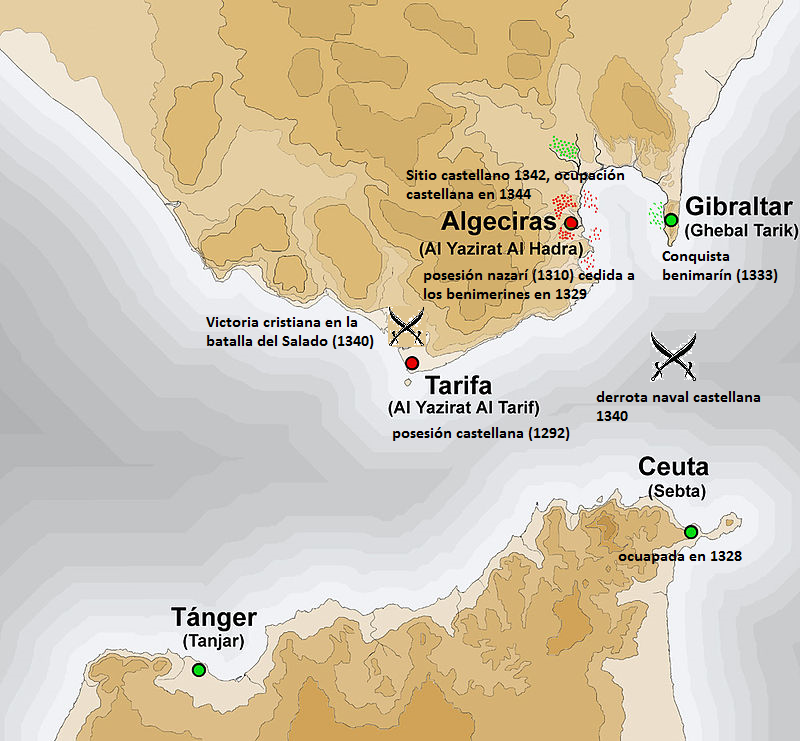
I porti dello stretto di Gibilterra tra il 1329 e il 1350. In verde il territorio controllato dal Sultanato merinide nel 1350, in rosso quello controllato dalla Castiglia nel 1350

Alfonso XI prese quindi di mira Algeciras, un importante porto sullo stretto di Gibilterra che suo padre, Ferdinando IV, non era riuscito a espugnare nel 1309-1310. Alfonso arrivò all'inizio di agosto del 1342 e lentamente impose un blocco terrestre e marittimo alla città. L'esercito di Yusuf scese in campo, raggiunto dalle truppe merinidi di Ronda, provando a minacciare gli assedianti dalle retrovie o a distogliere la loro attenzione. Tra il novembre del 1342 e il febbraio del 1343, si spinse nelle terre intorno a Écija, saccheggiò Palma del Río, riprese Benamejí e si assicurò Estepa. A giugno, Yusuf inviò il suo hajib Ridwan da Alfonso, offrendo dei pagamenti in cambio della rinuncia all'assedio. Alfonso replicò alla proposta dichiarando che avrebbe aumentato il computo del pagamento richiesto. Yusuf salpò per il Nord Africa per consultarsi con Abu al-Hasan e raccogliere i soldi, ma il pagamento del sultano merinide non appariva sufficiente. Nonostante il salvacondotto concesso da Alfonso, la galea di Yusuf fu attaccata da una nave genovese al servizio di Alfonso, con l'intento di depredare l'oro. Le navi di Yusuf respinsero l'attacco; Alfonso si scusò, ma non intraprese alcuna azione nei confronti del capitano dell'imbarcazione genovese.
I difensori musulmani di Algeciras fecero ricorso ai cannoni, e si trattò di una delle prime occasioni di cui si ha testimonianza del ricorso alla polvere di sparo nel Medioevo antecedente alla celebre battaglia di Crécy del 1346. Le forze di Alfonso potevano contare su contingenti crociati provenienti da tutta Europa, compresa la Francia e l'Inghilterra, impegnate nella guerra dei Cent'anni. Tra i nobili europei presenti figuravano il re Filippo III di Navarra, Gastone II, conte di Foix, William Montacute, I conte di Salisbury ed Enrico Plantageneto, I duca di Lancaster.
Il 12 dicembre 1343, Yusuf attraversò il fiume Palmones e ingaggiò battaglia con un distaccamento castigliano. In tale occasione, le fonti castigliane parlano di una sconfitta musulmana. All'inizio del 1344, Alfonso costruì una barriera galleggiante, fatta di alberi incatenati insieme, che impediva ai rifornimenti di raggiungere Algeciras. Con le speranze di vittoria in declino e la città sull'orlo della fame, Yusuf riaprì i negoziati. Mandò pertanto un emissario, chiamato Hasan Algarrafa nelle cronache castigliane, e offrì la resa di Algeciras se ai suoi abitanti fosse stato permesso di partire con i loro beni mobili, in cambio di una pace di quindici anni tra Granada, Castiglia e il Sultanato merinide. Nonostante gli fosse stato consigliato di rifiutare l'offerta, prendendo invece in considerazione l'ipotesi di sfondare le mura di Algeciras e massacrarne gli abitanti, Alfonso era consapevole dell'esito incerto dell'assalto quando seppe che delle forze ostili si trovavano nelle vicinanze. Alla fine, accettò la proposta di Algarrafa, ma chiese che la tregua fosse limitata a un decennio, condizione accettata da Yusuf. Oltre a Yusuf e ad Alfonso, il trattato riguardava altresì Abu al-Hasan, Pietro IV e il doge di Genova Simone Boccanegra. Yusuf e Alfonso firmarono il trattato il 25 marzo 1344 nell'accampamento castigliano fuori Algeciras.

#### Assedio di Gibilterra e immediate conseguenze

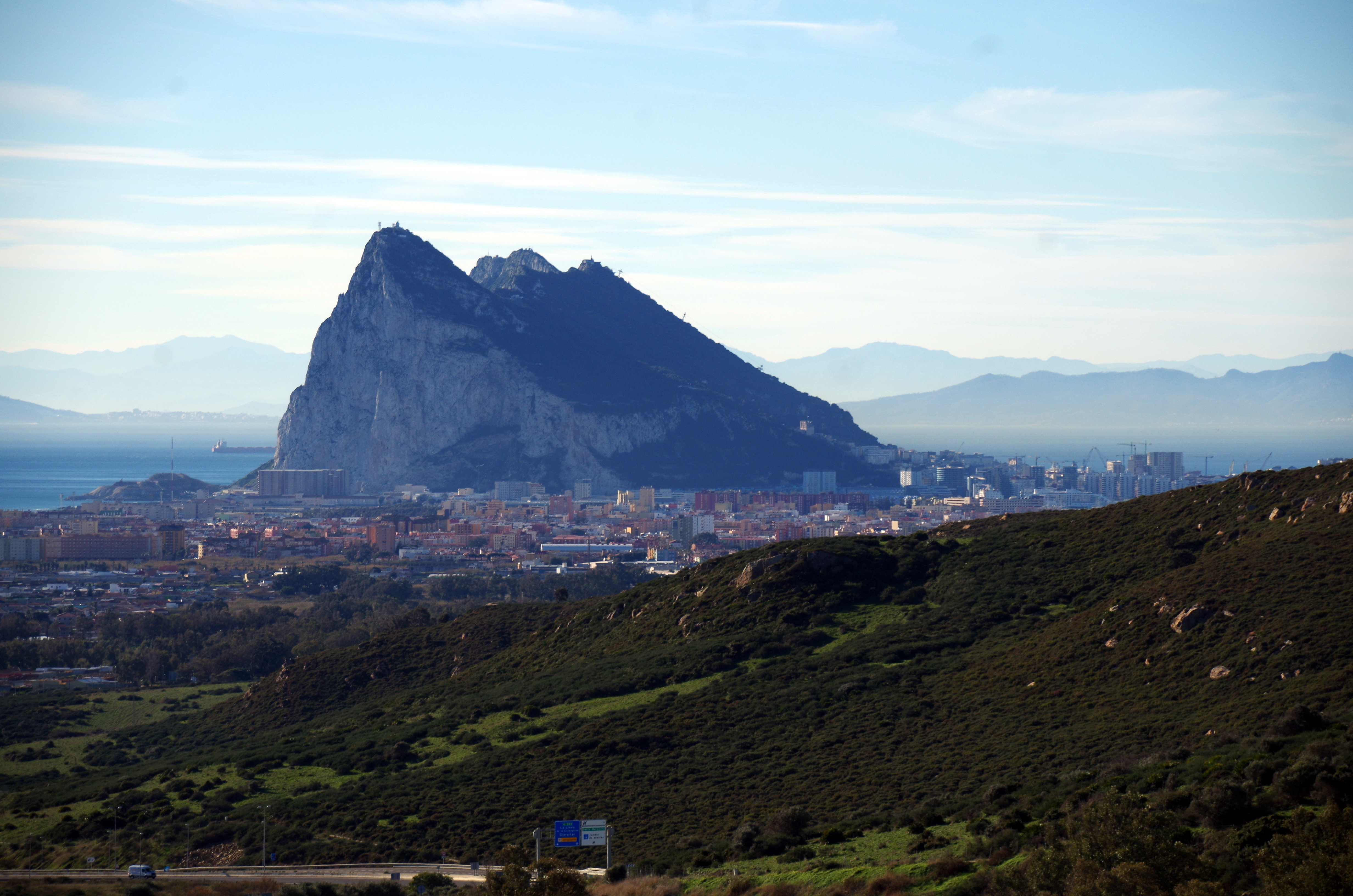
Gibilterra e la sua rocca, che furono difese dai musulmani nell'assedio del 1349-1350

La guerra scoppiò di nuovo a Granada nel 1349, quando Alfonso dichiarò che il trattato di pace non gli impediva più di attaccare i musulmani perché i territori iberici in mano ai Merinidi erano controllati da Abu Inan Faris, il figlio ribellatosi ad Abu al-Hasan che si era insediato a Fès l'anno prima. Nel giugno o luglio del 1349, le sue forze scatenarono il quinto storico assedio di Gibilterra, una località che era stata conquistata da Ferdinando IV nel 1309 prima di cadere in mano ai Merinidi nel 1333. Prima dell'aggressione, Yusuf inviò arcieri e fanti allo scopo di rinforzare la guarnigione della città. A luglio Alfonso era presente personalmente tra gli assedianti e, nello stesso mese, ordinò che il suo regno di Murcia per attaccare Yusuf. Nonostante le proteste del sultano granadino, Pietro IV inviò una flotta aragonese per fornire aiuto nell'assedio, anche se, volendo rispettare il trattato di pace con Yusuf, ordinò ai suoi uomini di non danneggiare nessun suddito di Granada. Poiché i Merinidi non erano in grado di fornire sostegno, la responsabilità principale di contrastare la Castiglia ricadde su Yusuf, che guidò le sue truppe in una serie di contrattacchi. Durante l'estate del 1349 si spinse nei dintorni di Alcaraz e Quesada e assediò Écija. Nell'inverno mandò Ridwan ad attaccare Cañete la Real, che si arrese dopo due giorni.
Mentre proseguivano i combattenti, la peste nera (conosciuta in Spagna come mortandad grande), che aveva raggiunto i porti iberici nel 1348, si diffuse nell'accampamento degli assedianti. Alfonso portò avanti l'attacco, nonostante i suoi consiglieri cercarono di dissuaderlo. Anche lui contrasse il morbo e morì il Venerdì Santo del 1350 (26 marzo) o il giorno prima. Subito dopo, le sentinelle di Gibilterra osservarono le forze castigliane ritirarsi. In segno di rispetto, Yusuf ordinò al suo esercito e ai suoi comandanti nelle regioni di confine di non aggredire il corteo castigliano mentre viaggiava con le spoglie del re verso Siviglia. Ad Alfonso successe il figlio quindicenne, Pietro I, con cui Yusuf e il merinide Abu Inan conclusero un trattato il 17 luglio 1350, la cui validità si protrasse fino al 1º gennaio 1357. Tornarono a riprendersi i commerci tra Granada e Castiglia (ad eccezione di cavalli, armi e grano) e furono scambiati dei prigionieri. In cambio della pace, Yusuf rese omaggio a Pietro e accettò di fornire 300 cavalieri leggeri quando fosse stato richiesto, ma Yusuf non divenne formalmente vassallo di Pietro. Nonostante tra sé e sé detestasse Pietro, Yusuf osservò gli obblighi del trattato: sia pur con riluttanza, come ha affermato lo storico Joseph O'Callaghan, inviò 300 jinete (cavalleggeri) al fine di aiutare il re castigliano a sopprimere la ribellione di Alfonso Fernández Coronel scoppiata ad Aguilar, oltre a rifiutarsi di aiutare il fratellastro del re, Enrico, quando tentò di scatenare un'insurrezione contro Pietro di Algeciras.

#### Yusuf e i principi merinidi
Abu al-Hasan tentò invano di insediarsi nuovamente sul trono merinide fino alla sua morte, avvenuta nel 1351. Altri due pretendenti, ovvero i fratelli di Abu Inan che si chiamavano Abu al-Fadl e Abu Salim, fuggirono a Granada. Yusuf rifiutò le pressioni del sultano merinide per consegnarli. Come molti altri sultani nasridi, Yusuf intuì che la presenza di pretendenti merinidi nella sua corte gli conferiva del potere nel caso in cui due Stati entravano in conflitto.
Su incoraggiamento di Yusuf, Abu al-Fadl andò poi in Castiglia per chiedere aiuto a Pietro. Quest'ultimo, cercando di fomentare un'altra guerra civile nel Nord Africa, fornì delle navi per far sbarcare il principe nel Sous per attaccare Abu Inan. Il sultano merinide si adirò moltissimo per le azioni di Yusuf, ma si sentiva incapace di agire, sapendo che era sostenuto dalla Castiglia. Abu al-Fadl fu successivamente catturato da Abu Inan e giustiziato nel 1354 o 1355. Abu Salim alla fine divenne sultano nel 1359-1361, ben dopo la morte di Yusuf.

#### Politica interna

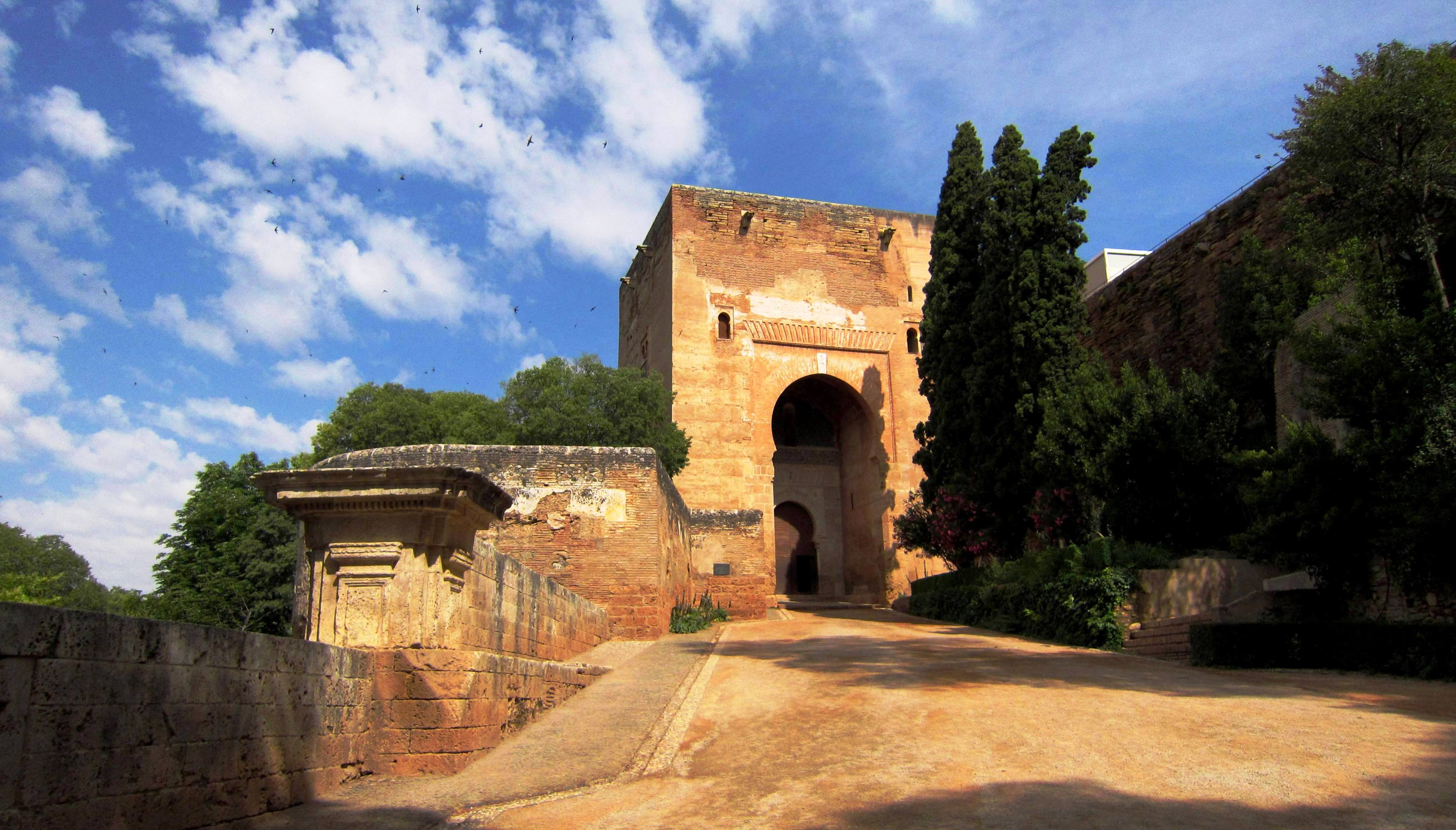
La Porta della Giustizia, una tra quelle dell'Alhambra costruite durante il regno di Yusuf I

Il potere di Yusuf veniva esercitato con l'ausilio di numerosi ministri, tra cui «una costellazione di grandi personalità di spicco da un punto di vista culturale», come ha sostenuto Fernández-Puertas. Tra loro c'era Ridwan, che ricopriva la carica di hajib (ciambellano), titolo coniato per la prima volta durante il regno dei Nasridi da Muhammad IV e che risultava superiore a quello di visir e degli altri ministri. L'hajib aveva il comando dell'esercito in assenza del sultano. Destituito e imprigionato dopo la sconfitta di rio Salado, fu liberato un anno dopo, ma rifiutò l'offerta di Yusuf di rinominarlo visir. Il successivo hajib, Abu al-Hasan ibn al-Mawl, proveniva da una famiglia importante, ma si dimostrò inesperto in questioni politiche. Fu rimosso dopo qualche mese e fuggì in Nord Africa per evitare gli intrighi dei suoi rivali. L'ufficio di hajib rimase vacante finché Ridwan non lo ricoprì nuovamente sotto il successore di Yusuf Muhammad V (il cui primo regno avvenne dal 1354 al 1359); in seguito all'assassinio di Ridwan nel 1359, l'incarico scomparve nuovamente fino alla nomina di Abu al-Surrur Mufarrij compiuta da parte di Yusuf III (r. 1408-1417).
Il famoso poeta Ibn al-Jayyab fu nominato visir nel 1341, diventando il ministro di grado più alto e l'artefice delle caute politiche adottate da Yusuf dopo rio Salado. Fu inoltre il segretario reale, motivo per cui venne insignito del titolo di dhu'l-wizaratayn ("il detentore dei due visirati"). La peste nera colpì il sultanato nel 1348 e si registrarono delle epidemie nelle sue tre città più grandi, ossia Granada, Malaga e Almería. L'epidemia uccise molti studiosi e funzionari, tra cui Ibn al-Jayyab, che morì nel 1349. Come da sue ultime volontà, fu succeduto sia come visir che come segretario reale dal suo protetto, Ibn al-Khatib. Ibn al-Khatib si era insediato nella cancelleria di corte (diwan al-insha) nel 1340, in sostituzione del padre morto a rio Salado e prestando servizio sotto Ibn al-Jayyab. Una volta diventato visir gli furono assegnati anche altri incarichi, come quello di supervisore dell'erario. Il «preminente scrittore e intellettuale di al-Andalus del XIV secolo», come definito da Catlos, nel corso della sua vita Ibn al-Khatib realizzò opere in diversi ambiti quali storia, poesia, medicina, galateo, misticismo e filosofia. Disponendo dell'accesso ai documenti ufficiali e agli archivi della corte, egli si attesta come una delle principali fonti storiche inerenti al Sultanato di Granada.

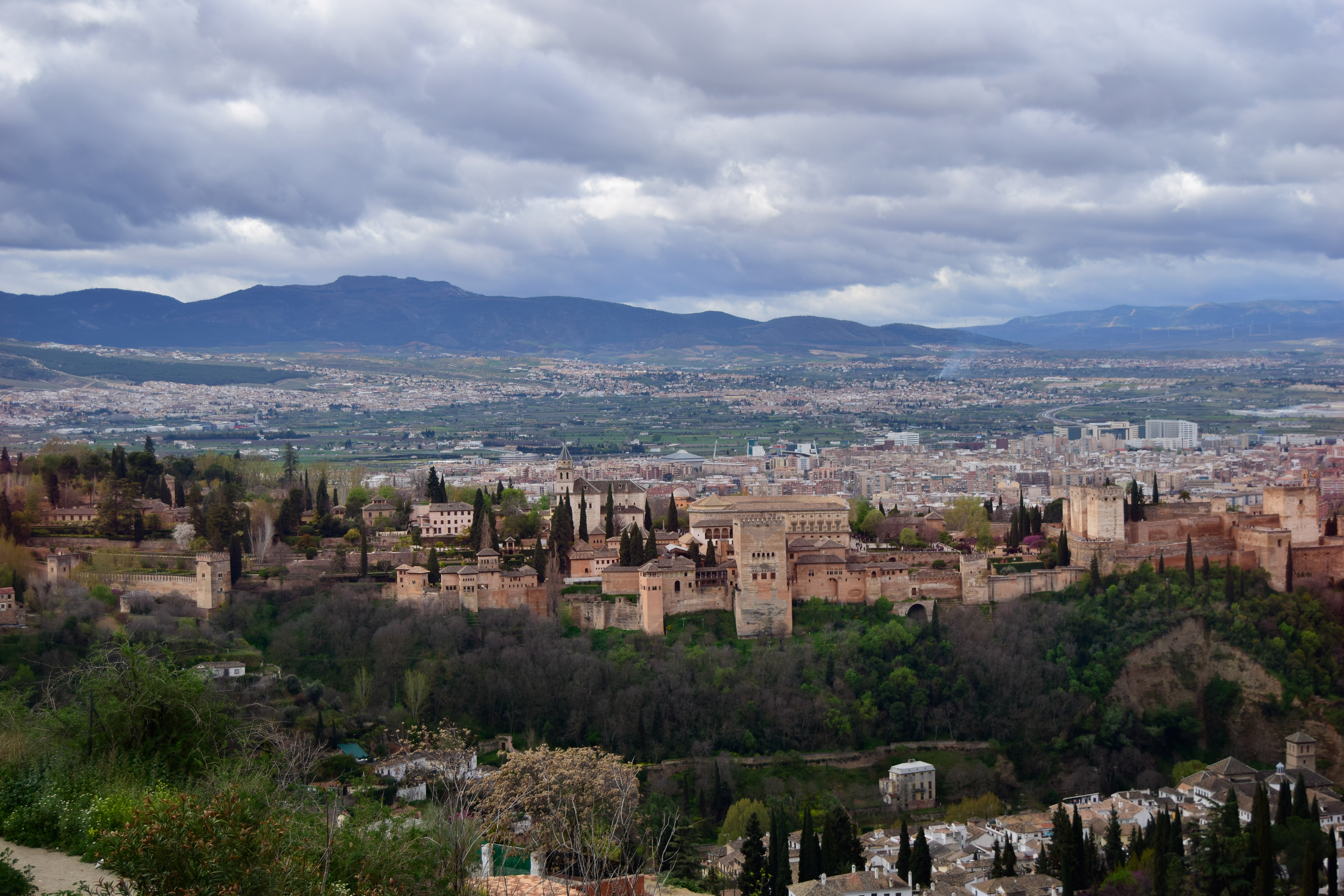
L'Alhambra (in primo piano), centro del potere del sultanato, e la città di Granada (in secondo piano)

Yusuf riceveva pubblicamente i suoi sudditi due volte alla settimana, il lunedì e il giovedì, allo scopo di ascoltare le loro rimostranze, assistito dai suoi ministri e da membri della famiglia reale. Secondo Shihab al-Din al-'Umari, durante tali udienze avveniva la recitazione di un decimo del Corano e di alcune parti del hadith. In occasioni solenni, Yusuf presiedeva alle attività di corte da una poltrona pieghevole in legno attualmente conservata nel Museo dell'Alhambra e che reca sullo schienale lo stemma nasride. Tra l'aprile e il maggio del 1347 eseguì una visita di stato nelle sue regioni orientali, con lo scopo principale di ispezionare le fortificazioni in questa parte del suo regno. Accompagnato dalla sua corte, visitò venti località in ventidue giorni, compreso il porto di Almería, dove fu ben accolto dagli abitanti. Ibn al-Khatib descrive altri aneddoti che certificano la popolarità di Yusuf, inclusa l'accoglienza palesata a Guadix nel 1354 da un giudice molto rispettato a Purchena e della gente comune, comprese le donne; nello stesso anno, non mancò di incontrare e discutere in toni cortesi anche con alcuni mercanti cristiani. A giudizio di Vidal Castro, le monete auree che recavano il nome di Yusuf si caratterizzavano per fantasie decisamente curate; molte di esse sono sopravvissute fino ai giorni nostri.
In ambito diplomatico, per la prima volta nella storia dei Nasridi inviò un'ambasciata al Sultanato mamelucco del Cairo. Una copia sopravvissuta di una lettera del sovrano mamelucco al-Salih Salih lascia intendere che Yusuf aveva richiesto supporto militare per combattere i cristiani; al-Salih pregò per la vittoria di Yusuf, ma rifiutò di inviare delle truppe, adducendo come pretesto la necessità di impiegarle per i conflitti in corso vicino ai suoi confini. Molti degli scambi diplomatici di Yusuf con i governanti del Nord Africa, specialmente con i sultani merinidi, sono sopravvissuti grazie al Rayhanat al-Kuttab compilato da Ibn al-Khatib.
Nella magistratura, il giudice supremo (qadi al-jama'a) Abu Abdullah Muhammad al-Ash'ari al-Malaqi, nominato da Muhammad IV, continuò a prestare servizio sotto Yusuf fino alla sua morte nella battaglia di rio Salado. Noto per le sue forti opinioni, in un'occasione scrisse una lirica a Yusuf avvertendolo dei funzionari che dilapidavano le entrate fiscali, mentre in un'altra ricordò al sultano le sue responsabilità nei confronti dei suoi sudditi come capo musulmano. Dopo il decesso di al-Malaqi, Yusuf nominò, rispettivamente, Muhammad ibn Ayyash, Ibn Burtal e Abu al-Qasim Muhammad al-Sabti. Quest'ultimo si dimise nel 1347 e Yusuf lo rimpiazzò Abu al-Barakat ibn al-Hajj al-Balafiqi, il quale in precedenza aveva servito come giudice in varie province ed era noto per la sua passione per la letteratura. Yusuf accrebbe il ruolo dei muftī, illustri giuristi che emettevano pareri legali (fatwā), spesso per supplire nell'attività dei giudici quando chiamati a interpretare gli aspetti più spinosi della legge islamica. La Madrasa Yusufiyya, dove la legge islamica malikista figurava tra le materie insegnate, fu creata in parte per aumentare l'influenza dei mufti. L'enfasi posta da Yusuf sul mondo del diritto e la nomina di illustri giudici migliorarono la sua reputazione agli occhi dei suoi sudditi e delle altre monarchie musulmane. In compenso, Yusuf aveva un'inclinazione mistica che suscitava dispiacere nei giuristi (fuqaha) della sua corte, compreso il suo apprezzamento del famoso filosofo Al-Ghazali (1058-1111), le cui dottrine sufi suscitavano il disappunto degli studiosi tradizionali.

#### Contributi architettonici

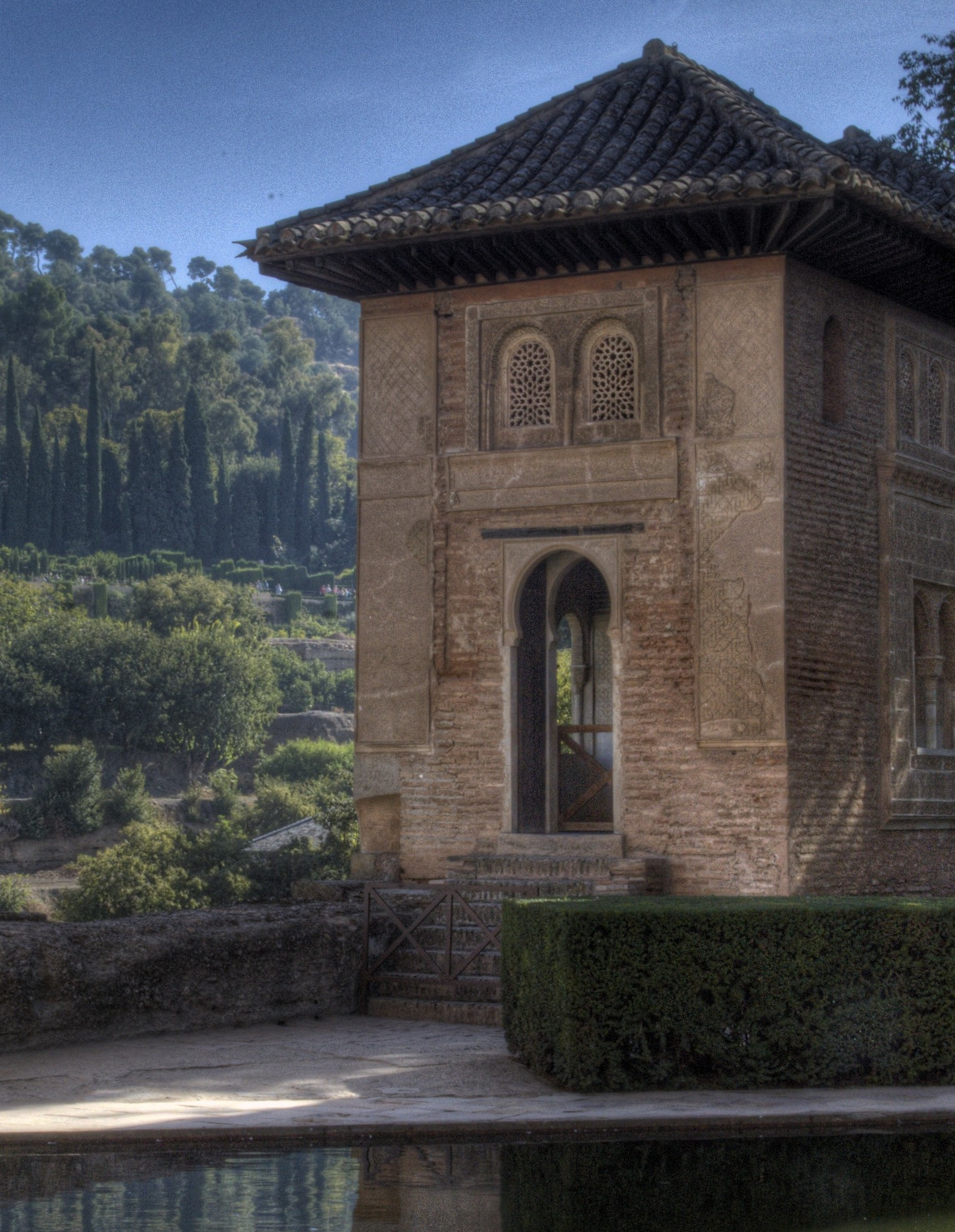
Yusuf I costruì l'oratorio (una piccola sala di preghiera) del Partal

Yusuf costruì il Bab al-Sharia (la moderna Torre della Giustizia) nell'Alhambra nel 1348, formando il grande ingresso al complesso. Costruì anche quella che oggi è la Torre Spezzata (Torre Quebrada) della Cittadella dell'Alhambra. Supervisionò inoltre i lavori nel patio dei mirti, compresi quelli di ristrutturazione del suo hammam (complesso termale), nonché la costruzione del Patio dei mirti, conosciuta anche come Stanza degli Ambasciatori, la più grande struttura del complesso nasride. Costruì varie nuove mura e torri per accogliere l'ampliamento del patio dei mirti e adornò molte corti e sale dell'Alhambra, come si può notare dalla ripetuta apparizione del suo nome nelle iscrizioni sui muri. Sempre nell'Alhambra costruì la piccola sala di preghiera (oratorio) del Palazzo Partal, e quella che oggi è la Porta dei Sette Pavimenti. Costruì o convertì due delle torri nei bastioni settentrionali dell'Alhambra in piccole residenze sontuose, che divennero una caratteristica nuova dell'architettura nasride in questo periodo. Queste due torri sono conosciute oggi come Peinador de la Reina (che Carlo V ampliato nel XVI secolo per nuovi appartamenti reali) e la Torre de la Cautiva (Torre del prigioniero).
Nel 1349 fondò una scuola religiosa, la Madrasa Yusufiyya, vicino alla Grande Moschea di Granada (oggi convertita nella Cattedrale di Granada), fornendo un grado d'istruzione paragonabile a quello offerto dalle università medievali di Bologna, Parigi e Oxford. Della struttura sopravvive oggi solo la sua sala di preghiera. Ultimò altresì al-Funduq al-Jadida ("il nuovo funduq"), l'odierno Corral del Carbón nella città di Granada, l'unico caravanserraglio sopravvissuto dell'epoca nasride. Oltre a Granada, ampliò l'Alcazaba di Malaga, la casa ancestrale di suo nonno paterno, Abu Said Faraj, vecchio governatore di Malaga, così come il palazzo della città di Gibralfaro.

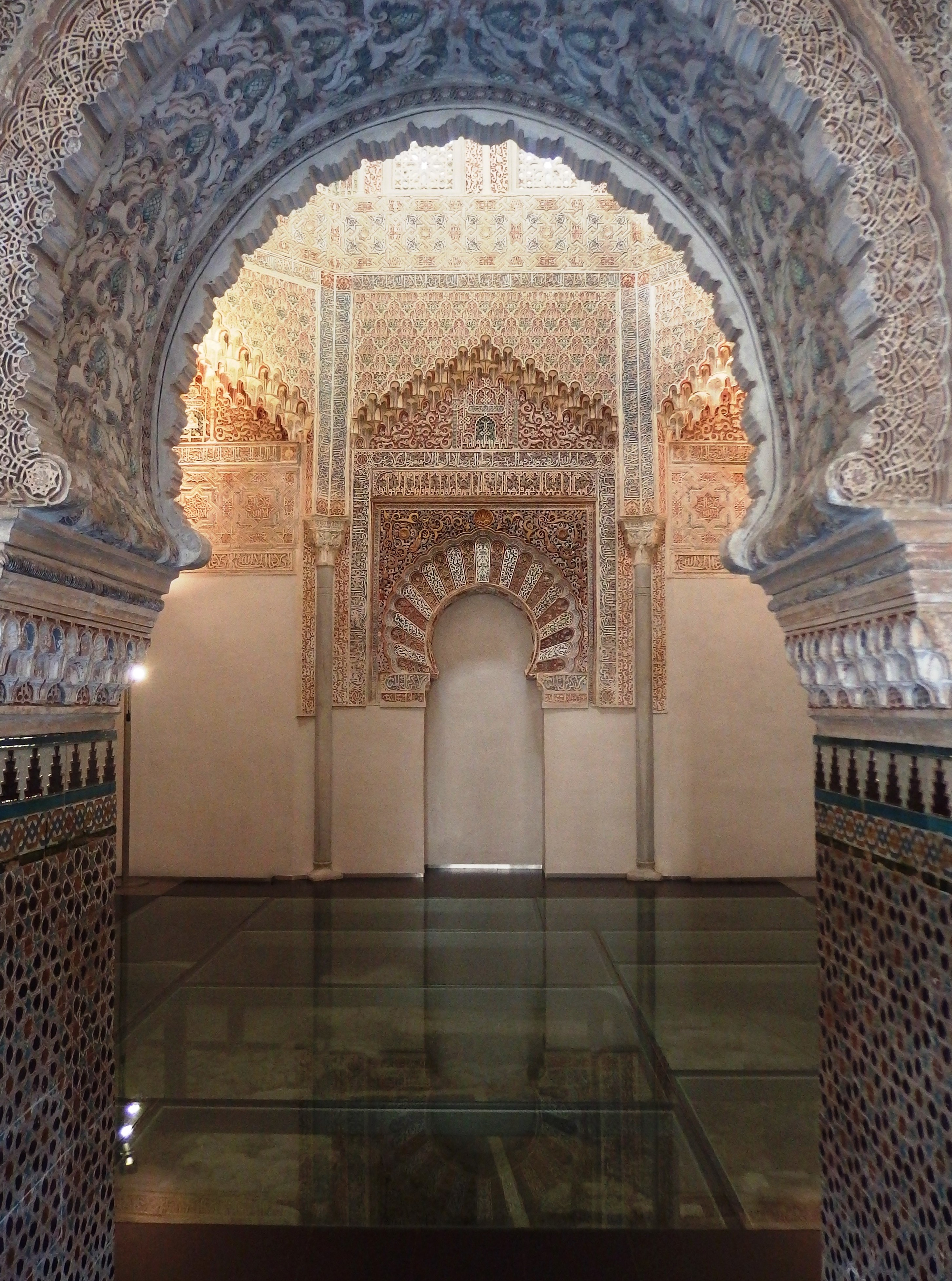
La sala di preghiera della Madrasa Yusufiyya, costruita nel 1349

Yusuf costruì anche nuove strutture difensive in tutto il suo regno, comprese nuove torri, porte e barbacani, soprattutto dopo la sconfitta di rio Salado. Rinforzò poi i castelli e le mura esistenti, nonché le difese costiere. L'hajib Ridwan costruì quaranta torri di guardia (tali'a), che si estendevano per l'intera lunghezza della costa meridionale del sultanato. Yusuf rinforzò le mura della città di Granada, così come la Bab Ilbira (l'odierna Porta di Elvira) e la Bab al-Ramla (la Porta delle Orecchie).

### Morte
Yusuf fu assassinato mentre pregava nella Grande Moschea di Granada il 19 ottobre 1354 (Id al-fitr/1º Shawwal 755 AH). Un uomo lo trafisse con un pugnale durante l'ultima prostrazione del rituale della preghiera Eid. Ibn al-Khatib era presente al momento dell'uccisione e stava probabilmente pregando a pochi metri dal sultano, dato che all'epoca era un funzionario dell'alta corte e che le sue opere includono una narrazione dettagliata degli eventi. L'aggressore uscì dalle file formatesi in quell'occasione e si diresse verso il sultano, ma i suoi movimenti non furono notati o comunque egli non allarmò nessuno a causa delle sue condizioni e del suo grado (su ciò si discuterà immediatamente dopo), e una volta raggiunto il suo bersaglio, gli balzò addosso e lo pugnalò. La preghiera solenne fu quindi interrotta e Yusuf venne portato nella sua residenza reale nell'Alhambra, dove morì. L'assassino fu interrogato, ma le sue parole apparivano senza senso logico e fu presto linciato e ucciso da una folla. Il suo corpo finì bruciato (secondo Ibn al-Khatib, anche se questa affermazione potrebbe essersi riferita al suo presunto rogo nel fuoco dell'inferno) o «tagliato in mille pezzi» (secondo Ibn Khaldun).

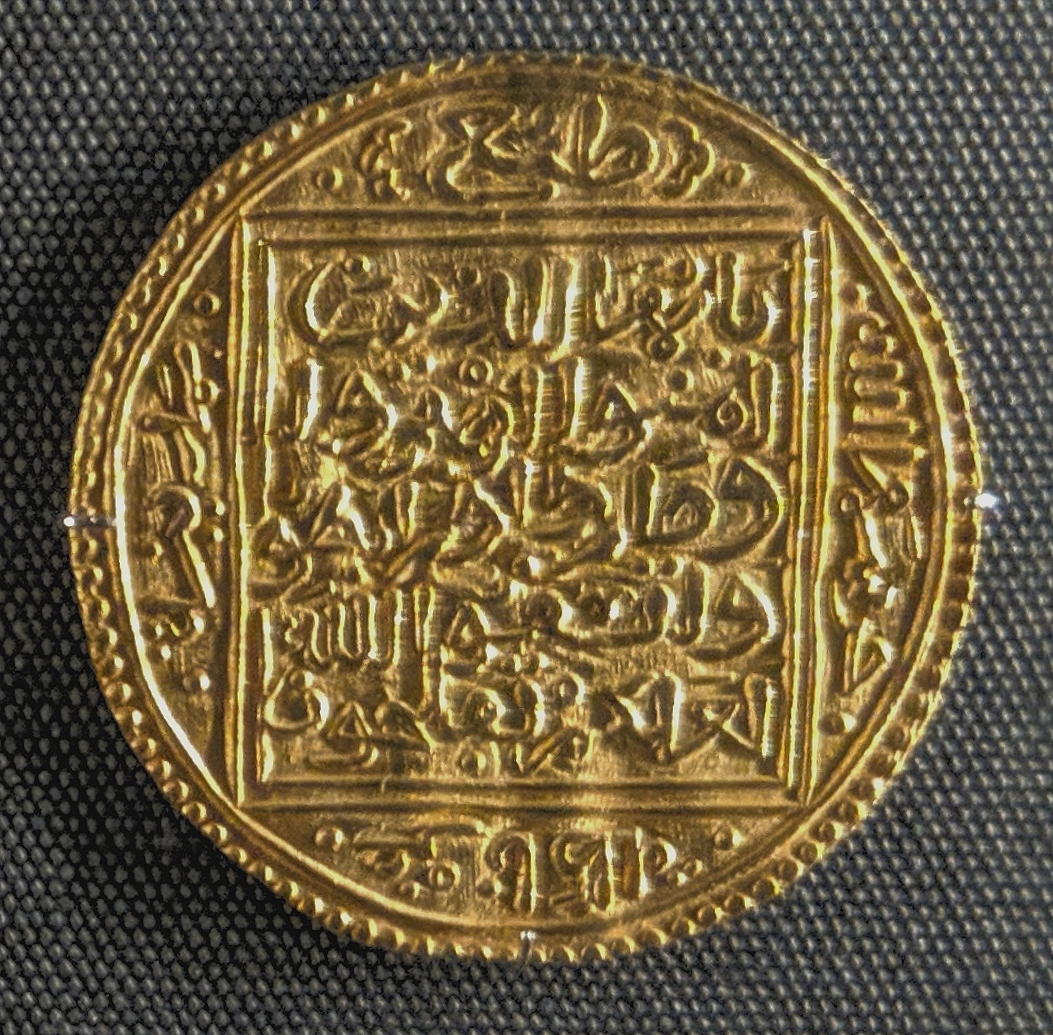
Secondo gli storici moderni, le parentesi al potere di Yusuf e di suo figlio Muhammad V (una cui corrisposero all'apogeo culturale dell'epoca dei Nasridi

Il resoconto di Ibn al-Khatib presenta l'omicidio come frutto di un immotivato raptus di un uomo affetto da seri disturbi psichici (mamrur), e a tale versione si sono accodati Fernández-Puertas e Harvey, malgrado quest'ultimo abbia aggiunto che il mancato riferimento a un chiaro movente «desta dei sospetti». Ibn Khaldun, così come un altro storico arabo quasi contemporaneo, Ibn Hajar al-'Asqalani, concordano sul fatto che l'aggressore fosse un pazzo di basso rango e dalla scarsa intelligenza. Ibn Khaldun aggiunge che si trattava di uno schiavo che lavorava nelle scuderie reali, sospettato da alcuni un figlio bastardo di Muhammad IV avuto con una donna nera. Ciò ha spinto Vidal Castro a suggerire una spiegazione alternativa, avendo sostenuto che l'attacco aveva dei motivi e risvolti politici istigati da una terza parte. Vidal Castro ha rigettato l'ipotesi secondo cui l'aggressore avesse pianificato un complotto politico di sua iniziativa, considerato il suo stato mentale, o che i mandanti puntassero a far insediare lui al potere, in quanto Yusuf aveva come eredi i suoi stessi figli. Lo storico ha affermato piuttosto che l'obiettivo fosse semplicemente quello di eliminare Yusuf e porre fine al suo potere, approfittando delle condizioni di salute mentale in cui versava l'aggressore. Essendo il presunto nipote di Yusuf, avrebbe goduto di un più facile accesso ad aree altrimenti riservate e, data la sua personalità disturbata, sarebbe stato semplice plagiarlo e spingerlo a condurre un omicidio senza conoscerne il reale fine. Inoltre, i mandanti avrebbero beneficiato dell'assenza di indagini che ne poteva normalmente seguire, poiché il gesto sarebbe stato ritenuto frutto di un raptus di follia di una mente malata. Vidal Castro ha ipotizzato che i veri istigatori avrebbero potuto essere una fazione a corte la cui identità e le cui motivazioni specifiche che motivarono l'uccisione di Yusuf restano sconosciute. Potrebbe altresì trattarsi di fomentatori legati al sultano merinide Abu Inan, i cui rapporti con Yusuf si inasprirono verso la fine del regno di quest'ultimo.

## Discendenza

Albero genealogico parziale che mostra Yusuf I e i suoi successori, in particolare i suoi figli Muhammad V e Ismaʿil II e suo genero Muhammad VI

Secondo Ibn al-Khatib, Yusuf iniziò ad «accarezzare l'idea di prendere una concubina» dopo la sua ascesa. Ebbe alla fine due concubine, entrambe originarie delle terre cristiane, chiamate Buthayna e Maryam o Rim. La sua unione con Buthayna potrebbe aver avuto luogo nel 737 AH (1337 circa), la data di una poesia scritta da Ibn al-Jayyab sulla celebrazione del matrimonio. Quest'ultimo ebbe luogo in una giornata piovosa e in onore degli sposi si tenne una corsa di cavalli. Nel 1339 Buthayna diede alla luce il primo figlio di Yusuf, Muhammad (in seguito Muhammad V), e successivamente una figlia di nome Aisha. Maryam/Rim gli diede invece sette figli, di cui due maschi (Qays e Ismaʿil, ovvero il futuro Ismaʿil II, rimasto al potere dal 1359 al 1360 e nato nove mesi dopo Muhammad) e cinque figlie (Fatima, Mu'mina, Khadija, Shams e Zaynab). La figlia maggiore sposò suo cugino, il futuro Muhammad VI (r. 1360-1362). Pare che l'influenza di Maryam/Rim fosse più ampia rispetto a quella di Buthayna, e che Yusuf preferisse il suo secondogenito Ismaʿil rispetto agli altri. Yusuf ebbe pure un altro figlio, tale Ahmad, la cui madre è sconosciuta. Questi si sposò con la figlia di un parente nasride. Ad eccezione di tale matrimonio nel 738 AH (1338), non si conosce alcuna informazione relativa a questa donna nelle fonti storiche, circostanza la quale ha spinto la storica Bárbara Boloix Gallardo a ipotizzare che potrebbe essere morta prematuramente. Inizialmente, Yusuf designò Ismaʿil come suo erede, ma in seguito, pochi giorni prima della sua morte, nominò invece Muhammad perché era considerato dotato di una capacità di giudizio migliore. Sia Muhammad che Ismaʿil avevano circa 15 anni alla morte di Yusuf.

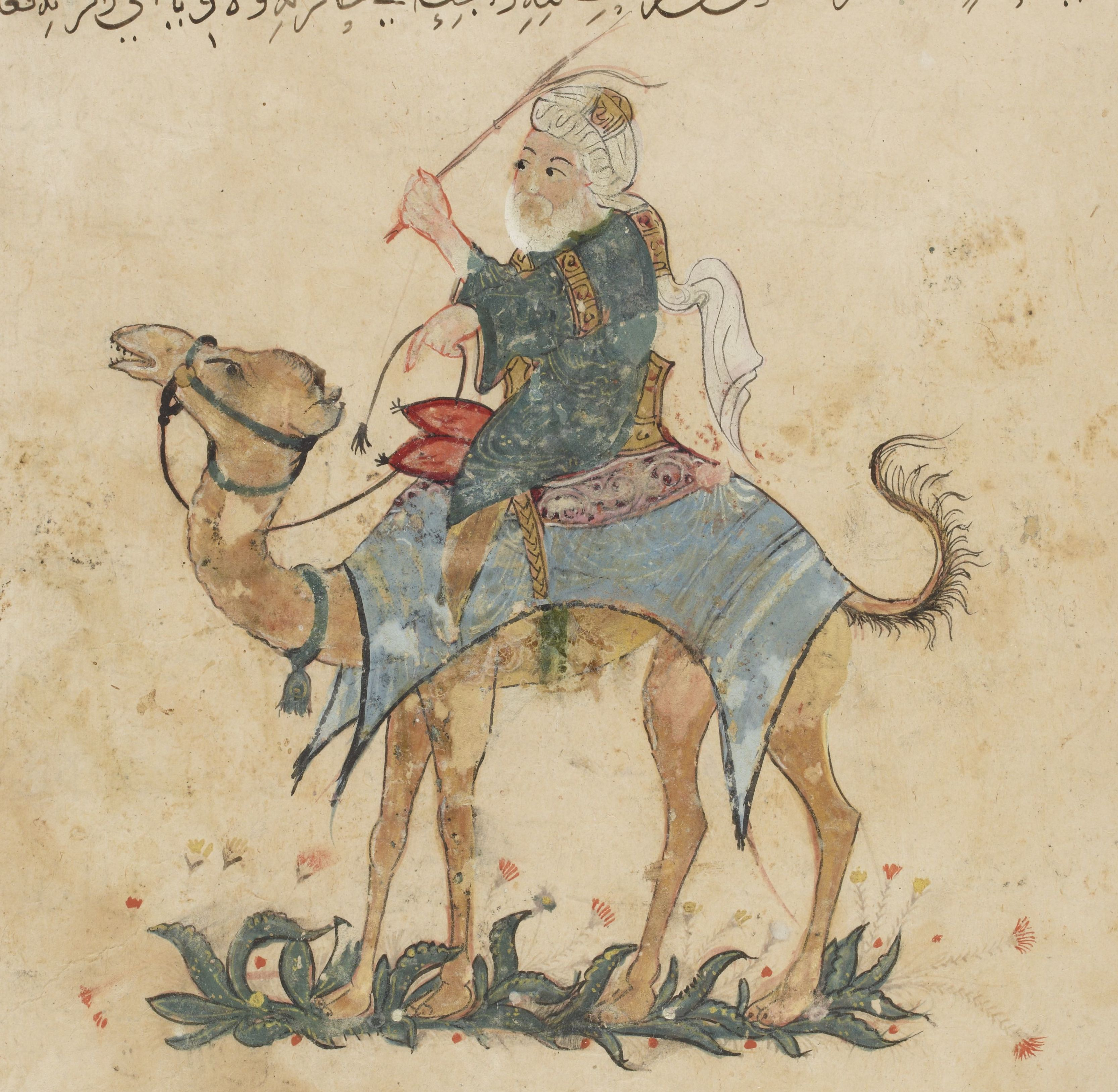
Il viaggiatore marocchino Ibn Battuta in un'illustrazione del calligrafo iracheno Yahya ibn Mahmud al-Wasiti. Ibn Battuta visitò la corte di Granada nel 1350

L'istruzione dei bambini fu affidata ad Abu Nu'aym Ridwan, l'hajib che era un cristiano convertitosi e che insegnò al giovane Ismaʿil dei rudimenti di greco. Fatima, la nonna di Yusuf, che era stata influente nella corte di Granada per diverse generazioni, morì nel 1349 all'età di 90 anni lunari e le fu dedicata un'elegia da Ibn al-Khatib. Anche l'ingerenza della madre di Yusuf, Bahar, è attestata; quando il viaggiatore nordafricano Ibn Battuta visitò Granada nel 1350 e domandò un'udienza reale, Yusuf era malato e al suo posto Bahar fornì a Ibn Battuta abbastanza denaro per il suo soggiorno, anche se non si sa se Bahar lo incontrò effettivamente o se fu ricevuto all'interno dell'Alhambra. La concubina di Yusuf Maryam/Rim giocò un ruolo importante dopo la sua morte: nel 1359 finanziò economicamente un colpo di stato che coinvolse 100 uomini e depose il figliastro Muhammad V in favore di suo figlio Ismaʿil.
Oltre al suo predecessore Muhammad, Yusuf aveva un altro fratellastro maggiore, Faraj, che si trasferì fuori dai confini del sultanato dopo la successione di Yusuf. Successivamente vi fece ritorno e fu successivamente imprigionato e ucciso, probabilmente per motivi politici, su ordine di Yusuf ad Almería nel 1350 o 1351. Yusuf imprigionò anche il suo fratellastro minore, Ismaʿil, che fu poi liberato da Muhammad V e che poi visse in Nord Africa. Inoltre, Yusuf aveva due sorellastre, Fatima e Maryam, di cui organizzò i matrimoni. Una tra le due sposò Abu al-Hasan Ali, un lontano membro della famiglia dei Nasridi.

## Giudizio storiografico
A Yusuf successe il figlio maggiore, divenuto conosciuto con il nome di Muhammad V. Il sovrano defunto fu tumulato nel cimitero reale (rawda) dell'Alhambra, accanto al suo bisnonno, Muhammad II, e a suo padre, Ismaʿil I. Quasi un secolo e mezzo dopo, in concomitanza della resa di Granada, l'ultimo sultano, Muhammad XII (noto anche come Boabdil), riesumò i corpi in questo cimitero e li seppellì a Mondújar, località  compresa nei suoi possedimenti situati ad Alpujarras. Fernández-Puertas ha affermato che le parentesi al potere di Yusuf e del suo successore Muhammad V coincisero con l'«apogeo» dell'epoca nasride, come si intuisce dalla produzione architettonica e culturale del regno e dal grande interesse nello studio della medicina.
Riservando toni simili, lo storico Brian A. Catlos ha descritto i regni di questi due sultani come «il momento di massima gloria» vissuto dal sultanato, così come Rachel Arié, che ha parlato di zenith raggiunto. Leonard P. Harvey ha descritto i risultati culturali conseguiti da Yusuf «considerevoli» e «solidi», poiché corrisposero a un periodo assai felice. Inoltre, la Granada di Yusuf sopravvisse «all'assalto degli attacchi di Alfonso XI» e, alla fine, ridusse la propria dipendenza dai Merinidi. Tuttavia, Harvey ha rimarcato la disfatta subita a rio Salado, «la più grave sconfitta subita dalla causa musulmana» in epoca nasride prima della caduta di Granada, e ha sottolineato il numero di perdite strategicamente significative patite da Algeciras e da Alcalá de Benzaide.

### Esplicative
1. 1 2  La seconda concubina di Yusuf viene indicata con il nome di "Maryam" da Fernández-Puertas (1997), p. 13 e Vidal Castro: Yusuf I e come "Rim" da Boloix Gallardo (2013), p. 74. Boloix Gallardo ha ritenuto che il nome "Maryam" sia frutto di una svista: nei testi arabi, bi-Rim (بريم, "da Rim") si scrive in maniera simile a Maryam (مريم).
2. ↑  Gli Ordini di Alcántara e Santiago, così come quello diCalatrava, i quali non vengono menzionati in questo articolo, erano degli ordini militari creati nel XII secolo che si proponevano come obiettivo quello di contribuire alla Reconquista della penisola iberica. Ciascuno di essi era guidato da un Gran maestro, i quali presidiavano i castelli nella zona di confine e in quel periodo formavano una componente importante dell'esercito castigliano.O'Callaghan (2011), p. 222.
3. ↑  La taifa (regno) di Murcia era uno dei territori che costituivano il regno di Alfonso, la Corona di Castiglia: O'Callaghan (2013), pp. 428-429.
4. ↑  L'origine etnica dei mercanti menzionati da Ibn al-Khatib in questo caso non è chiara, ma i mercanti che giungevano a commerciare nelle principali città del sultanato, almeno dal 1320, giungevano generalmente dalla Catalogna: Arié (1973), pp. 318-319.
5. ↑  Tra gli studiosi di medicina di spicco durante il regno di Yusuf rientravano al-Hasan ibn Muhammad al-Qaysi, un esperto in veleni e antidoti che fu definito «l'ultimo grande mago-saggio di Al-Andalus» da Ibn al-Khatib; il medico del palazzo reale Muhammad al-Shaquri; Yahya ibn Hudhayl al-Tujibi, il maestro di al-Shaquri e Ibn al-Khatib: Fernández-Puertas (1997), pp. 11-12.

### Bibliografiche
1. ↑  Latham e Fernandez-Puertas (1993), p. 1020.
2. ↑  Harvey (1992), pp. 9 , 40.
3. ↑  Harvey (1992), pp. 160, 165.
4. ↑  O'Callaghan (2013), p. 456.
5. ↑  Harvey (1992), pp. 26-28.
6. 1 2 3  Vidal Castro: Muhammad IV.
7. 1 2 3  Fernández-Puertas (1997), p. 7.
8. 1 2 3  Latham e Fernández-Puertas (1993), p. 1023.
9. ↑  Harvey (1992), p. 188.
10. 1 2 3 4 5 6 7 8 9 10 11 12 13 14 15 16 17 18 19 20 21 22 23 24 25  Vidal Castro: Yusuf I.
11. ↑  Boloix Gallardo (2013), p. 72.
12. 1 2  Fernández-Puertas (1997), p. 8.
13. 1 2  Boloix Gallardo (2013), p. 73.
14. 1 2  Harvey (1992), pp. 188-189.
15. ↑  Catlos (2018), pp. 345-346.
16. ↑  Fernández-Puertas (1997), pp. 8-9.
17. ↑  Harvey (1992), p. 191.
18. ↑  O'Callaghan (2011), p. 165.
19. ↑  O'Callaghan (2011), pp. 165-166.
20. 1 2  O'Callaghan (2011), p. 166.
21. 1 2 3  Harvey (1992), p. 190.
22. ↑  O'Callaghan (2011), p. 169.
23. ↑  O'Callaghan (2011), pp. 169-170.
24. ↑  O'Callaghan (2011), pp. 171-172.
25. 1 2  O'Callaghan (2011), p. 171.
26. ↑  Arié (1973), p. 267.
27. ↑  O'Callaghan (2011), pp. 174-175.
28. 1 2 3 4  Harvey (1992), p. 193.
29. ↑  O'Callaghan (2011), p. 175.
30. ↑  O'Callaghan (2011), p. 177.
31. 1 2 3  O'Callaghan (2011), p. 182.
32. 1 2 3  O'Callaghan (2011), p. 183.
33. ↑  O'Callaghan (2011), p. 184.
34. ↑  Harvey (1992), p. 194.
35. 1 2  O'Callaghan (2011), p. 190.
36. ↑  Harvey (1992), p. 195.
37. ↑  Harvey (1992), pp. 178, 197.
38. ↑  Harvey (1992), p. 198.
39. ↑  Arié (1973), p. 268.
40. ↑  O'Callaghan (2011), p. 193.
41. ↑  O'Callaghan (2011), p. 197.
42. ↑  Harvey (1992), pp. 202-203.
43. ↑  O'Callaghan (2011), p. 204.
44. 1 2  Harvey (1992), p. 203.
45. ↑  Harvey (1992), p. 199.
46. ↑  O'Callaghan (2011), p. 195.
47. ↑  O'Callaghan (2011), pp. 198-199.
48. ↑  O'Callaghan (2011), pp. 205-206.
49. ↑  O'Callaghan (2011), pp. 206-207.
50. ↑  Harvey (1992), pp. 203-204.
51. ↑  O'Callaghan (2011), pp. 213-214.
52. ↑  O'Callaghan (2011), p. 214.
53. ↑  O'Callaghan (2011), p. 216.
54. 1 2 3 4 5  Fernández-Puertas (1997), p. 10.
55. ↑  O'Callaghan (2014), pp. 13-14.
56. 1 2 3  O'Callaghan (2014), p. 14.
57. ↑  Arié (1973), p. 104.
58. ↑  Arié (1973), pp. 103-104.
59. ↑  Arié (1973), p. 105.
60. ↑  Harvey (1992), p. 209.
61. 1 2  Fernández-Puertas (1997), p. 9.
62. 1 2 3  Fernández-Puertas (1997), pp. 9-10.
63. 1 2  Arié (1973), p. 206.
64. ↑  Arié (1973), p. 200.
65. ↑  Arié (1973), p. 210.
66. 1 2  Arié (1973), p. 439.
67. ↑  Catlos (2018), p. 350.
68. ↑  Bosch-Vilá (1971), p. 836.
69. 1 2 3  Arié (1973), p. 279.
70. ↑  Fernández-Puertas (1997), p. 12.
71. 1 2  Fernández-Puertas (1997), p. 11.
72. ↑  Arié (1973), pp. 105, 109.
73. ↑  Arié (1973), p. 180, nota 3.
74. ↑  Arié (1973), p. 283.
75. ↑  Arié (1973), pp. 280-281.
76. 1 2  Arié (1973), p. 291.
77. ↑  Fernández-Puertas (1997), pp. 100-101.
78. 1 2 3 4 5  Fernández-Puertas (1997), p. 14.
79. ↑  Arnold (2017), p. 278.
80. ↑  Arnold (2017), pp. 275-278.
81. ↑  López (2011), pp. 195-196.
82. ↑  Latham e Fernández-Puertas (1993), p. 1028.
83. 1 2 3 4 5  Fernández-Puertas (1997), p. 13.
84. ↑  Vidal Castro (2004), p. 367.
85. ↑  Vidal Castro (2004), pp. 366-367.
86. 1 2  Harvey (1992), pp. 204-205.
87. ↑  Vidal Castro (2004), p. 368.
88. ↑  Vidal Castro (2004), pp. 368-369.
89. ↑  Vidal Castro (2004), p. 369.
90. ↑  Vidal Castro (2004), pp. 369-370.
91. ↑  Boloix Gallardo (2013), p. 74.
92. ↑  Boloix Gallardo (2013), p. 76.
93. ↑  Boloix Gallardo (2013), pp. 76-77.
94. ↑  Vidal Castro: Ismail II.
95. ↑  Arié (1973), p. 197.
96. ↑  Arié (1973), p. 424.
97. 1 2  Catlos (2018), p. 346.
98. ↑  Arié (1973), p. 196, nota 4.
99. ↑   Gabriele Crespi, Gli Arabi in Europa, Jaca Book, 1982,  p. 109, ISBN 978-88-16-60021-8.
100. ↑  Fernández-Puertas (1997), p. 16.
101. ↑  Arié (1973), p. 198.
102. ↑  Fernández-Puertas (1997), pp. 11-12.
103. ↑  Arié (1973), p. 101.
104. ↑  Harvey (1992), pp. 190, 205.